# Europeiska vänsteralliansen för människorna och planeten
Europeiska vänsteralliansen för människorna och planeten (engelska: European Left Alliance, ELA) är ett vänsterpolitiskt europeiskt politiskt parti. Det grundades 2024 av vänsterpartier inom EU som antingen valt att stå utanför Europeiska vänsterpartiet (EV) eller som lämnat EV för att ansluta sig till PEL.
Partiet registrerades som ett officiellt europeiskt politiskt parti den 27 september 2024.
I partiet ingår bland annat svenska Vänsterpartiet, finländska Vänsterförbundet och danska Enhedslisten.